# Haloxylon stocksii
Haloxylon stocksii là loài thực vật có hoa thuộc họ Dền. Loài này được (Boiss.) Benth. & Hook. f. mô tả khoa học đầu tiên năm 1883.